# Chaminda Indika Wijekoon
Chaminda Indika Wijekoon (* 15. September 1981) ist ein ehemaliger sri-lankischer Leichtathlet, der sich auf den Mittelstreckenlauf spezialisiert hat.

## Sportliche Laufbahn
Erste internationale Erfahrungen sammelte Chaminda Indika Wijekoon im Jahr 2000, als er bei den Juniorenweltmeisterschaften in Santiago de Chile mit 3:54,34 min im 1500-Meter-Lauf in der ersten Runde ausschied. 2002 belegte er bei den Asienmeisterschaften in Colombo in 3:52,33 min den siebten Platz und im Jahr darauf erreichte er bei den Asienmeisterschaften in Manila nach 3:48,33 min Rang acht. Anschließend wurde er bei den Afro-Asiatischen Spielen in Hyderabad in 3:51,66 min Fünfter. 2004 gewann er bei den Südasienspielen in Islamabad in 3:44,85 min die Silbermedaille hinter dem Pakistaner Atta Miran und 2005 belegte er bei den Asienmeisterschaften im südkoreanischen Incheon in 3:48,29 min Rang fünf. 2006 gewann er bei den Südasienspielen in Colombo in 3:45,60 min erneut die Silbermedaille, diesmal hinter dem Inder Chatholi Hamza und anschließend siegte er bei den Spielen der Lusofonie in Macau in 3:56,67 min. Im Dezember nahm er erstmals an den Asienspielen in Doha teil, schied dort aber mit 3:54,00 min im Vorlauf aus.
2007 belegte er bei den Militärweltspielen in Hyderabad in 3:46,16 min den achten Platz und 2009 verteidigte er bei den Spielen der Lusofonie in Lissabon in 3:48,15 min seinen Titel. Anschließend gewann er bei den Asienmeisterschaften in Guangzhou in 3:47,01 min die Silbermedaille hinter Mohammed Shaween aus Saudi-Arabien. 2010 siegte er bei den Südasienspielen in Dhaka in 4:10,01 min über 1500 Meter und gewann im 5000-Meter-Lauf in 14:47,68 min die Bronzemedaille hinter den Indern Sunil Kumar und Mohammad Yunus. Anschließend belegte er bei den Commonwealth Games in Neu-Delhi in 3:42,93 min den vierten Platz über 1500 Meter. Im November nahm er erneut an den Asienspielen in Guangzhou teil, verpasste dort aber mit 3:55,25 min erneut den Finaleinzug.
2011 gewann er bei den Asienmeisterschaften in Kōbe in 3:44,01 min die Bronzemedaille hinter dem Kuwaiter Mohammad al-Azemi und Sajjad Moradi aus Iran. Anschließend wurde er bei den Militärweltspielen in Rio de Janeiro in 3:47,33 min Achter und schied bei den Weltmeisterschaften in Daegu mit 3:44,81 min im Halbfinale aus. Zuvor stellte er im Finale mit 3:39,61 min einen neuen Landesrekord auf. Zudem verbesserte er in diesem Jahr in Mondovi auch den Rekord im 3000-Meter-Lauf auf 8:02,91 min. 2015 belegte er schließlich bei den Asienmeisterschaften in Wuhan in 14:23,77 min den neunten Platz über 5000 Meter und beendete damit seine aktive sportliche Karriere im Alter von 33 Jahren.
In den Jahren 2002, 2004 und 2009 wurde Wijekoon sri-lankischer Meister im 1500-Meter-Lauf.

## Persönliche Bestleistungen
- 1500 Meter: 3:39,61 min, 30. August 2011 in Daegu (sri-lankischer Rekord)
- 3000 Meter: 8:02,91 min, 12. Juni 2011 in Mondovì (sri-lankischer Rekord)
- 5000 Meter: 14:11,65 min, 10. Juli 2010 in Pergine Valsugana